# Alexander Svedstrup
Edvard Alexander Svedstrup (1. november 1864 på Marienlyst ved Helsingør - 20. september 1930 i Hellebæk) var en dansk forfatter. Han var broder til astronomen August Svedstrup.
Han blev i 1883 student fra Frederiksborg lærde Skole, begyndte straks efter på det teologiske studium, men blev først teologisk kandidat i 1891, efter som han i studenterårene måtte ernære sig selv, dels som tegner, dels som medarbejder ved "Berlingske Tidende" og "Illustreret Tidende", hvori han under pseudonymet Svend Ellekilde skrev en Række fornøjelige smånoveller, hvis motiver fortrinsvis hentedes fra fisker- og sømandslivet. Efter yderligere at have uddannet sig som maler bosatte han sig på sin ejendom "Ellestuen" ved Hellebæk og var siden udelukkende optaget af litterær og kunstnerisk virksomhed. Forfatterskabet spændte vidt, fra religionsfilosofi til rejseskildringer.
I 1897 udgav han "Fra Kong Georgs Land", en samling korrespondancer til "Berlingske Tidende" fra Grækenland under den græsk-tyrkiske krig med illustrationer efter hans egne skitsebøger, i 1898 "Svend Ellekildes Historier" og i 1902 "De danskes Vej", et rigt illustreret værk, hvori han, livlig og frisk, fortæller om "Valkyrjens" togt til Østasien 1899-1900, i hvilket han deltog som repræsentant for Det Store Nordiske Telegrafselskab. Senere skrev han romanen "Erik Gudmand" i 1923 (med fortsættelse). Fælles for Svedstrups skribentvirksomhed er en livlig og malende pen, en dyb forståelse af alt menneskeligt og aldrig svigtende medfølelse.
I 1892 ægtede han Vilhelmine Birgitte Kierboe, datter af brænderiejer Kierboe i Helsingør.

## Forfatterskab
- "Japan" (Ord och Bild, 1904, s. 259-281)